# Legie 100

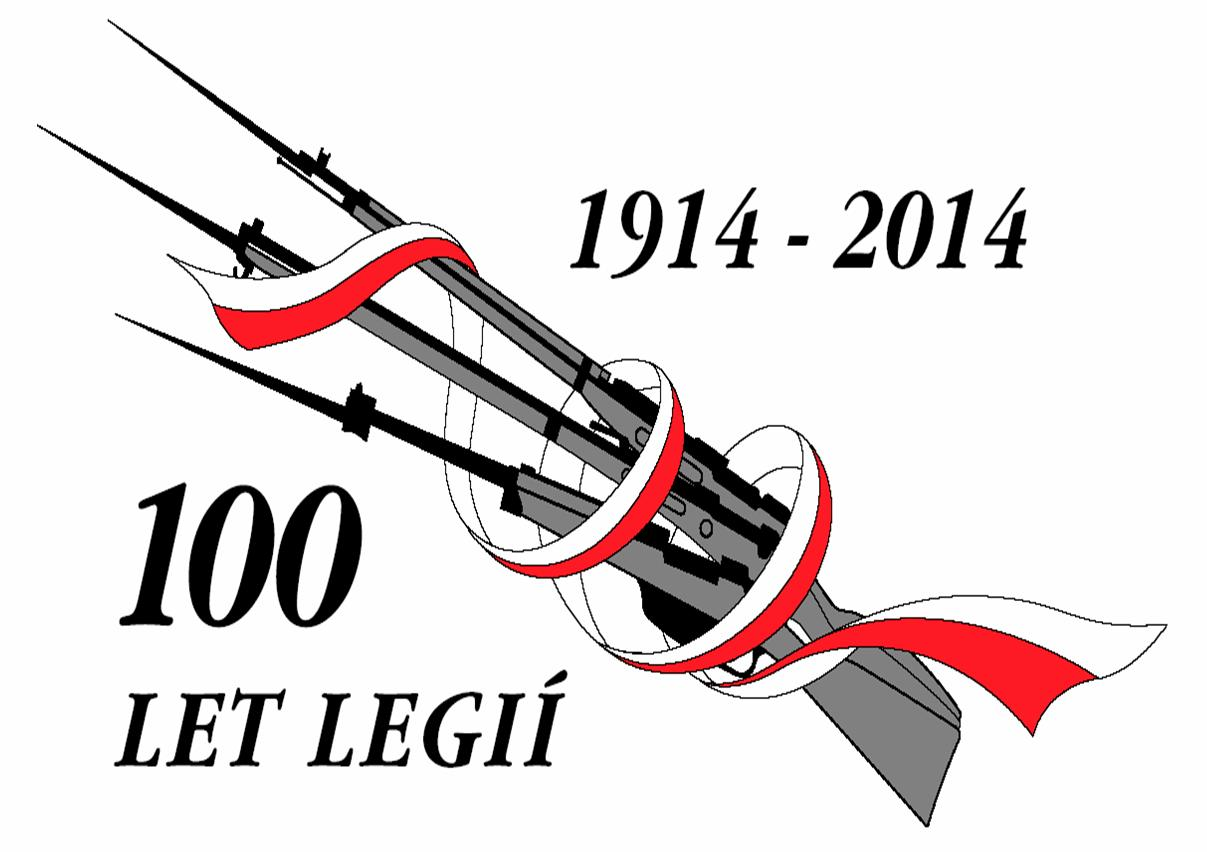
Oficiální logo projektu Legie 100.

Legie 100 je dlouhodobý projekt Ministerstva obrany ČR a dalších zainteresovaných složek připravovaný v rámci stého výročí založení československých legií. Jeho cílem je významně zlepšit povědomí široké veřejnosti doma i v zahraničí o zásadní roli, kterou čs. legie sehrály při vzniku samostatného Československa a rovněž podpořit vlastenectví, hrdost na svou vlast a rozvoj tradic v duchu odkazu čs. legionářů.
Přípravné akce byly zahájeny v roce 2009, ukončení projektu bylo naplánováno k závěru roku 2020.

## O projektu
Československé dobrovolnické jednotky v Rusku a ve Francii vznikly v srpnu roku 1914 a od počátku působily ve prospěch ruské a francouzské armády v rámci sil Dohody. Současné zahraniční mise AČR nejsou svým pojetím vzdáleny ideálům, za které bojovaly čs. legie před téměř stoletím. Naopak, je zde zřejmá kontinuita. Tehdy i teď naši vojáci bojují v rámci koaličních sil v zahraničí za svobodu a demokracii. Projekt „Legie 100“ by měl napomoci i zvýšit prestiž AČR. Legionáři nasazovali své životy nejen na frontách první světové války a po ní, ale významnou měrou se podíleli i na aktivním odporu proti německým okupantům v průběhu druhé světové války. Myšlenkový základ legionářského hnutí se v Československu na konci čtyřicátých let minulého století stal nežádoucím a legionářské tradice přestaly být udržovány. V současné době se situace začíná pomalu měnit. Objevují se občanská sdružení a kluby vojenské historie, které se snaží tyto tradice oživit. Sté výročí vzniku a činnosti čs. legií se nabízí jako příležitost výrazně změnit vnímání legií jako fenoménu, který významně ovlivnil nejen českou historii, ale i průběh první světové války. V této souvislosti se jedná o vhodnou příležitost k posílení nejen hrdosti vojáků na příslušnost k AČR a na její tradice, ale v širším měřítku i k pozvednutí vlasteneckého ducha v celé společnosti.

## Oblasti projektu

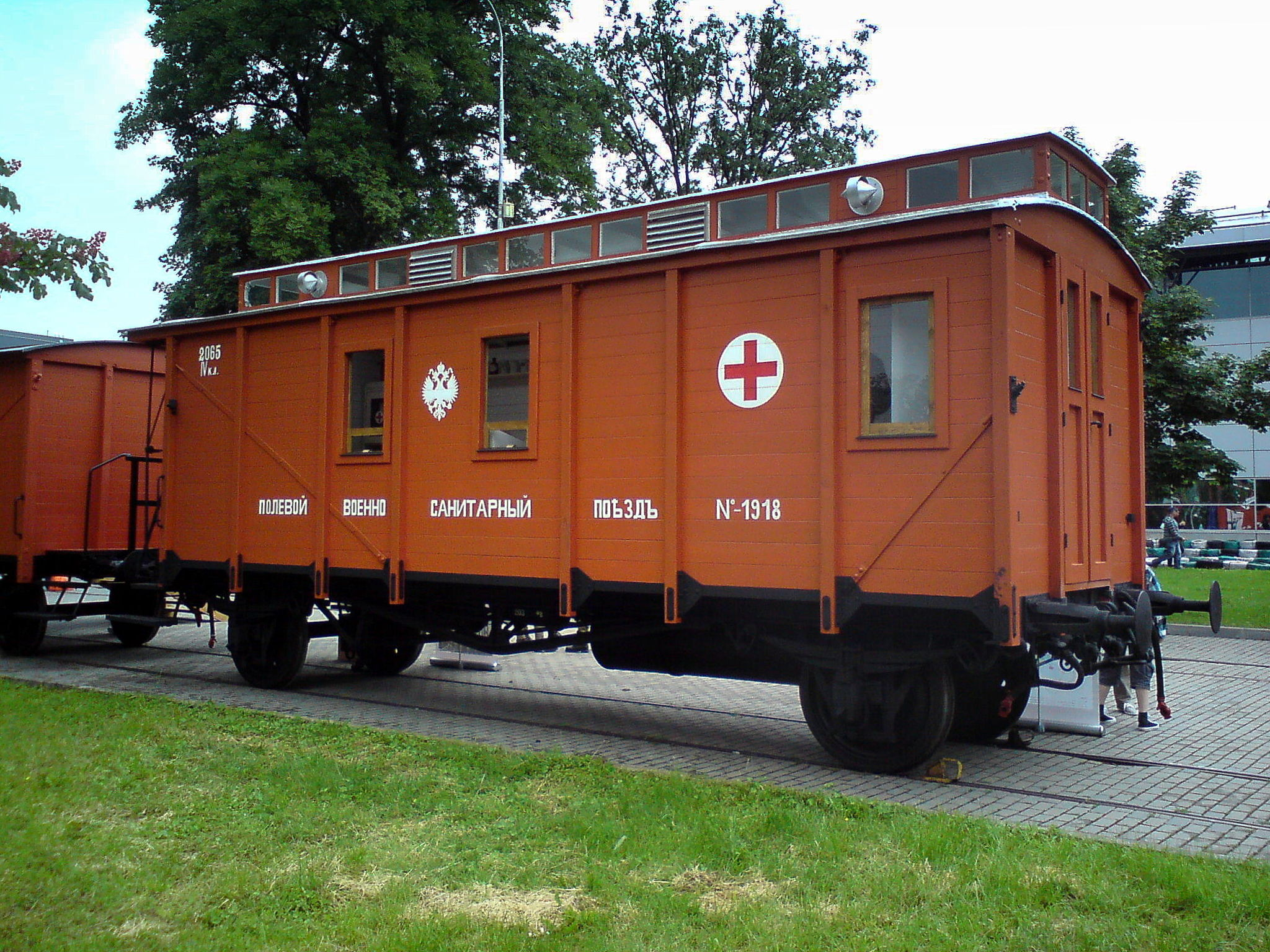
Vagón „Legiovlaku“ v Brně (25. 5. 2013)

Na rozpracování projektu spolupracují všechny zainteresované složky Ministerstva obrany
(Generální štáb AČR, Vojenský historický ústav, Odbor mimorezortní spolupráce Ministerstva obrany ČR, Vojenské zpravodajství, Odbor komunikačních strategií, Československá obec legionářská apod.) Ke spolupráci budou postupně pozvány další orgány státní správy, zejména MZV ČR a MD ČR.

Projekt „Legie 100“ má dlouhodobý charakter a zahrnuje několik oblastí, které přesahují působnost jedné sekce.
Jednotlivé akce jsou navzájem provázané a některé z nich je nezbytné plánovat s několikaletým předstihem.
Jedná se zejména o tyto oblasti:
- Péče o válečné hroby a pietní místa (dále jen VH) v ČR a v zahraničí, rekonstrukce, úprava a údržba stávajících VH, obnova zničených VH a budování nových VH na místech pohřbení legionářů v případech, že bojová situace nedovolila tyto VH postavit v době válečných událostí.

- Pietní akty u VH legionářů u příležitosti stého výročí jejich úmrtí v boji za demokracii a svobodu Československa.

- Výchova příslušníků AČR, žáků a studentů z hlediska historických souvislostí činnosti legií a jejich významu v boji za samostatné Československo.

Významně přispět ke zlepšení postoje veřejnosti k vlastenectví a k hrdosti na Českou republiku.
- Organizace a pořádání výstav v ČR a v zahraničí vztahujících se ke zlomovým událostem vzniku a činnosti čs. legií, využití dalších forem popularizace čs. legií (např. „Legiovlak“).

- Mediální podpora projektu ve sdělovacích prostředcích.

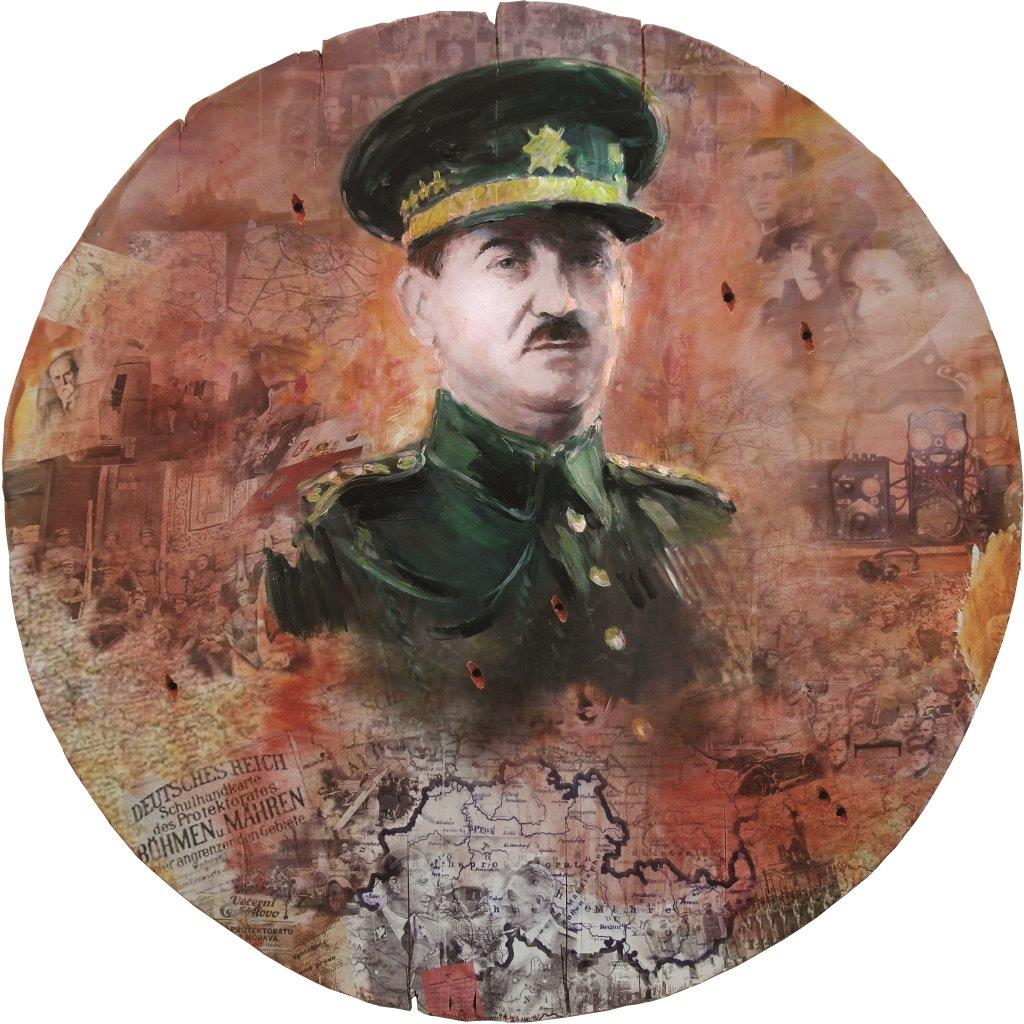
Portrét: „Generál Josef Churavý“; autor: Pavel Vavrys; 2017; malba na dřevě – kruhový „střelecký terč“ o průměru 85 cm

- Výtvarní umělci a jejich podpora projektu Legie 100. Jako příklad může být uveden český akademický malíř a ilustrátor Pavel Vavrys. V roce 2013 podepsal memorandum s Československou obcí legionářskou (ČsOL) o výtvarné spolupráci na projektu LEGIE 100. V rámci tohoto cyklu vzniklo několik výtvarných děl. Například i obraz „Generál Josef Churavý“, který je nejen součástí Vavrysova cyklu „Česká paměť“, ale je i zároveň součástí jeho obrazové kolekce projektu „LEGIE 100“.[1] [p 1]

## Komise k projektu
K naplnění projektu „Legie 100“ byla zřízena komise pod vedením náměstka ministra obrany pro personalistiku, Ing. Michaela Hrbaty.
Stálými členy komise jsou:
- ředitelka Odboru mimorezortní spolupráce MO (tajemnice),
- 1. zástupce Náčelníka Generálního štábu AČR,
- ředitel Vojenského historického ústavu Praha,
- ředitel Ústředního vojenského archivu,
- ředitel Odboru komunikačních strategií MO,
- ředitel Odboru vojenské diplomacie MO,
- místopředseda Československé obce legionářské.

Do projektu je zapojena rovněž Slovenská republika, a to formou Memoranda o vzájemné spolupráci při realizaci projektu „Legie 100“, které v červnu 2009 podepsal náměstek ministra obrany ČR se svými protějšky z MO SR a MV SR.